# Colombo van den Blauwaert
Colombo van den Blauwaert (né le 28 mars 2002) est un cheval hongre alezan du stud-book BWP, monté en saut d'obstacles par les cavaliers français Éric Navet et Roger-Yves Bost. Ce fils de Nabab de Rêve s'est montré meilleur en épreuves de vitesse.

## Histoire

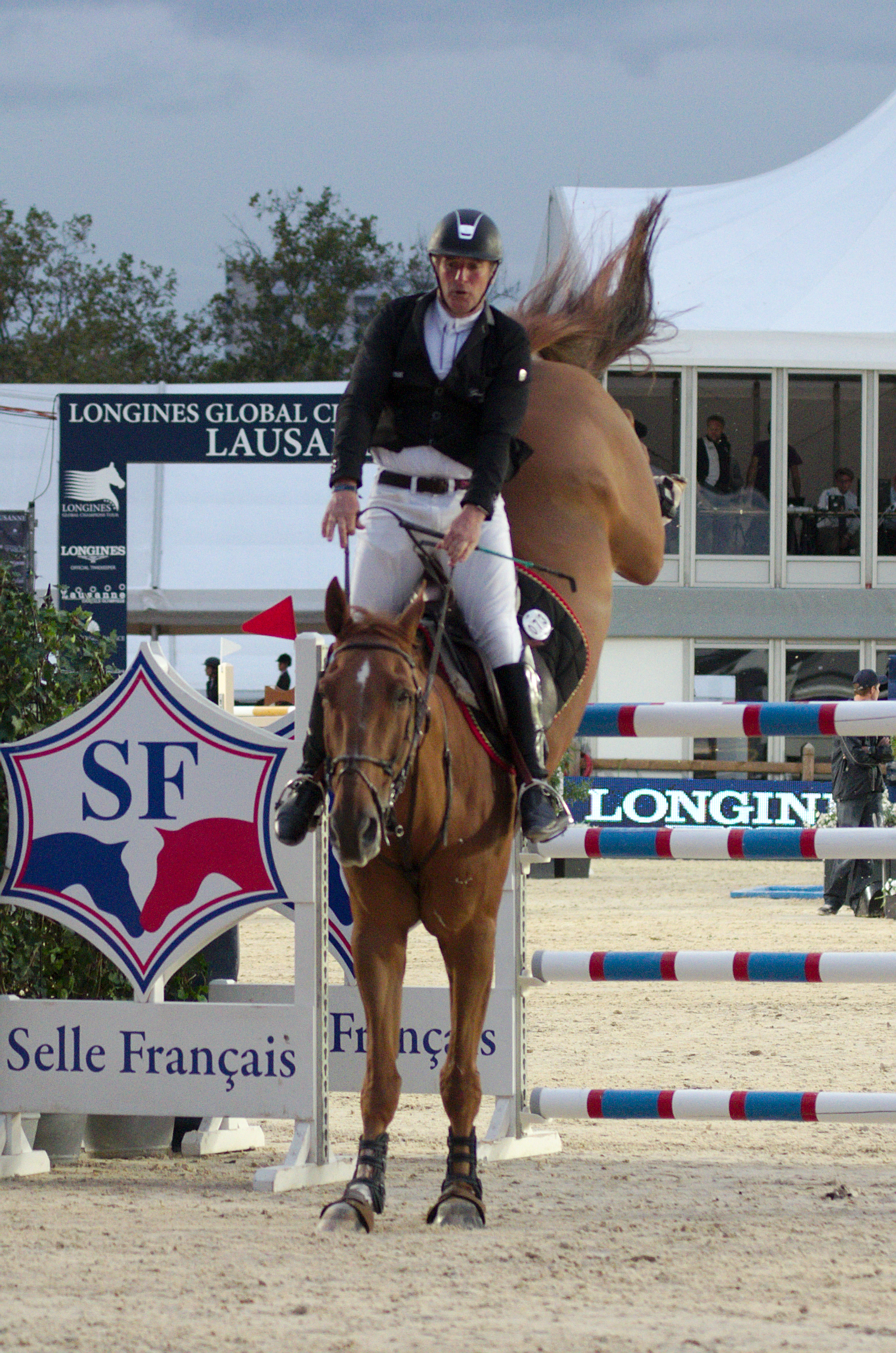
Colombo van den Blauwaert monté par Roger-Yves Bost au Longines Global Champions Tour de 2013.

Il naît le 28 mars 2002 à l'élevage de Jos van de Velde, à Opwijk en Belgique. Il est débuté durant ses jeunes années par le cavalier belge Jan Van Biesen, qui a également monté sa mère, Ulrike van den Blauwaert.
Moira Forbes l'acquiert. Il débute en épreuves internationales avec Éric Navet, avant d'être récupéré par Roger-Yves Bost en mai 2013. Il effectue son premier parcours avec Bost à Fontainebleau, puis atteint alors le niveau 5 étoiles (5*), se montrant meilleur en épreuves de vitesse. En novembre 2013, Bost et Colombo chutent lourdement, mais sans gravité, lors du CSI5* de Lyon : cette chute se produit dans l'obstacle triple aux couleurs de Longines, après une entrée trop forte, le cheval ayant retiré une foulée entre les deux premiers obstacles, traversé l'oxer, puis chuté à genoux. avant de se relever indemne.
En mars 2015, Colombo échoit à la cavalière irlandaise Nicola Fitzzgibbon, qui le sort en épreuves d'obstacles plusieurs fois fin avril 2015 sur des épreuves à 1,30 m.

## Description
Colombo van den Blauwaert est un grand hongre de robe alezan, inscrit au stud-book du BWP.

## Palmarès
- juin 2012, vainqueur du Grand Prix du CSI3* de Franconville, à 1,50 m[1],[9].
- juillet 2012 , vainqueur du CSI3* de Dinard, à 1,45 m[1].
- août 2013 : 3e du CSIO5* de Dublin, à 1,50 m[1].
- mars 2014 : vainqueur du Grand prix du CSI2* de Barbizon, à 1,45 m[1],[10].
- Août 2014 : second de l'étape Global Champions Tour de Londres, à 1,45 m[1].

## Origines
Colombo van den Blauwaert est un fils de l'étalon Nabab de Rêve et de la jument Ulrike van den Blauwaert, par Skippy II.